# 프리포트 맥모란

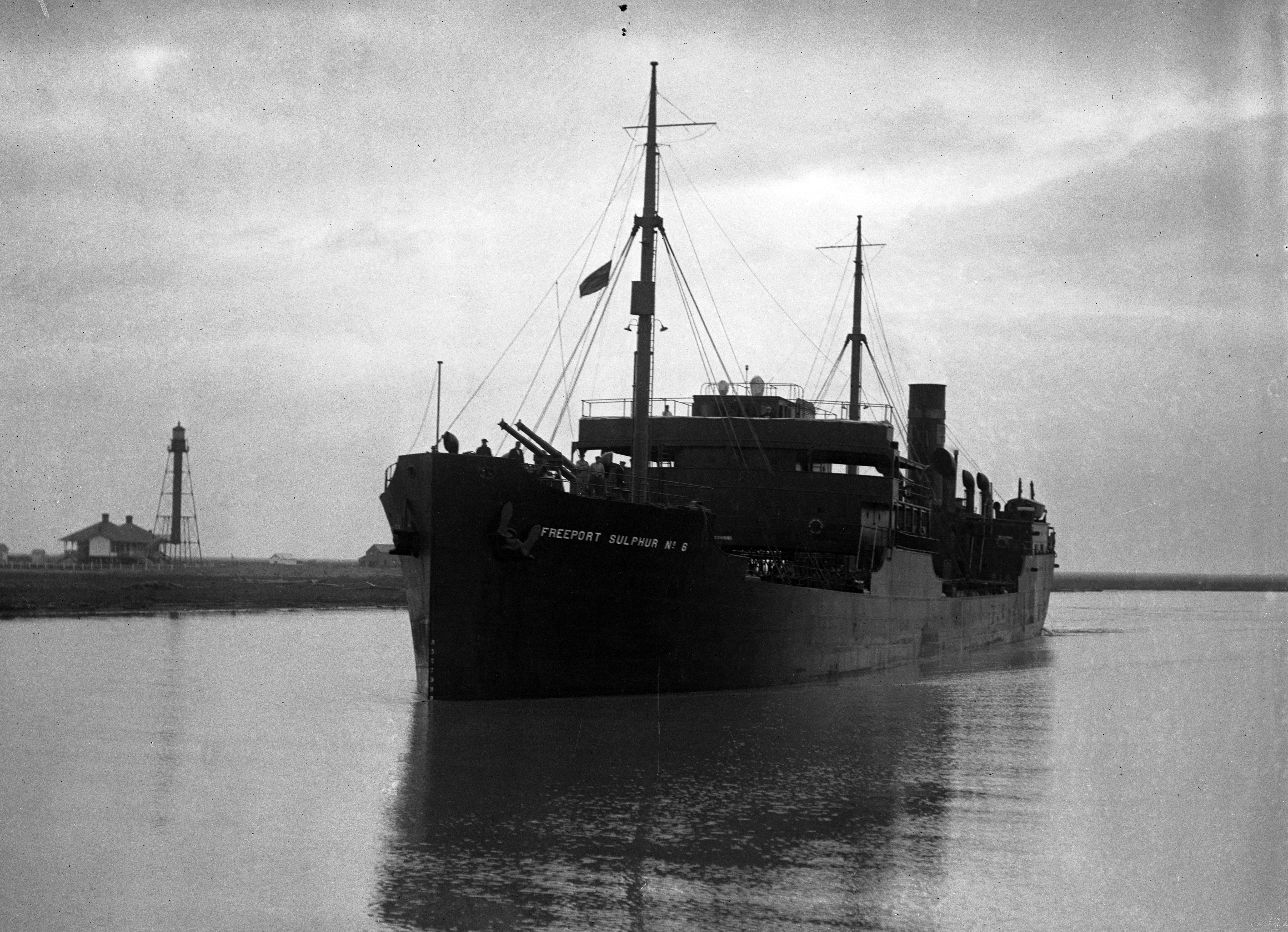
1923년 텍사스주 프리포트 항만으로 들어오고 있는 프리포트 설퍼(Freeport Suplhur) 6호선.

프리포트 맥모란(Freeport-McMoRan)은 애리조나주 피닉스 프리포트 맥모란 센터에 위치한 미국의 채광 기업이다. 이 기업은 세계 최대의 몰리브데넘 생산 기업이며 주요 구리 생산 기업이다. 또, 세계 최대의 금광인 인도네시아 파푸아주의 그라스버그 광산을 운영하고 있다.
현재의 기업은 프리포트 미네랄스와 맥모란 오일 앤드 가스 컴퍼니의 합병을 통해 1981년 설립되었다.